# Bush Barrow

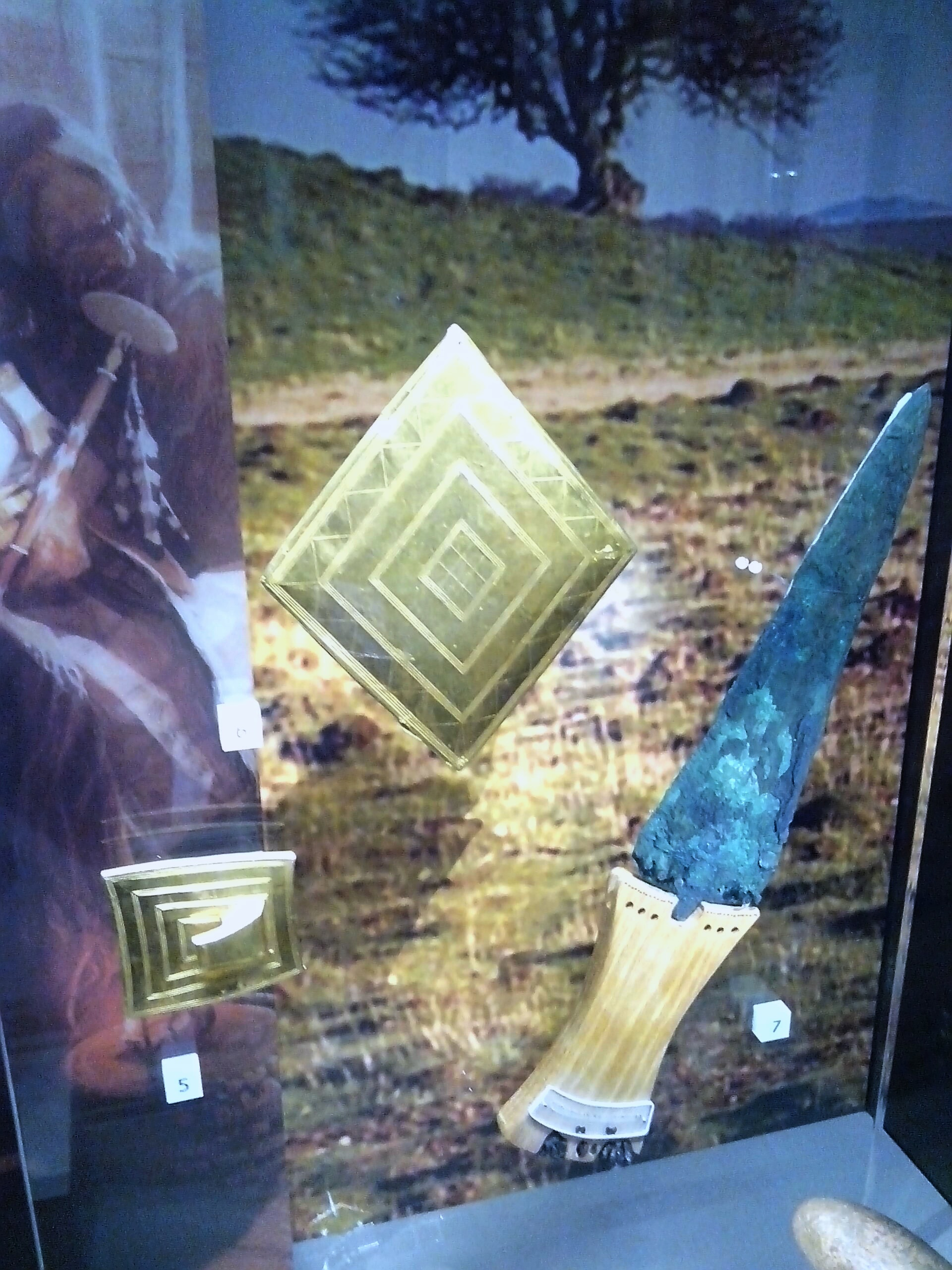
gouden lozenge, koperen dolk en gouden riemgesp uit de Bush Barrow nabij Stonehenge; de dolk is mogelijk van Bretonse oorsprong

De Bush Barrow (de naamgeving is naar de drie bomen die op de heuvel groeiden, maar was eerder bekend als green barrow) is een grafheuvel uit de Wessexcultuur nabij Stonehenge. De grafheuvel ligt in het grafveld Normanton Down Barrow Group en is onderdeel van Stonehenge, Avebury en bijbehorende plaatsen op de Werelderfgoedlijst.

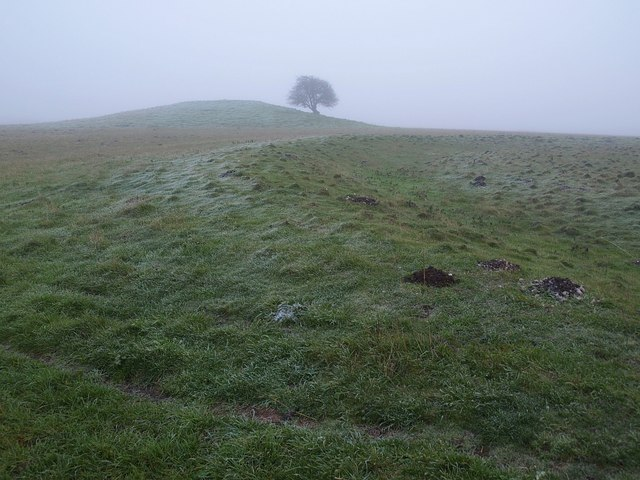
De Bush Barrow

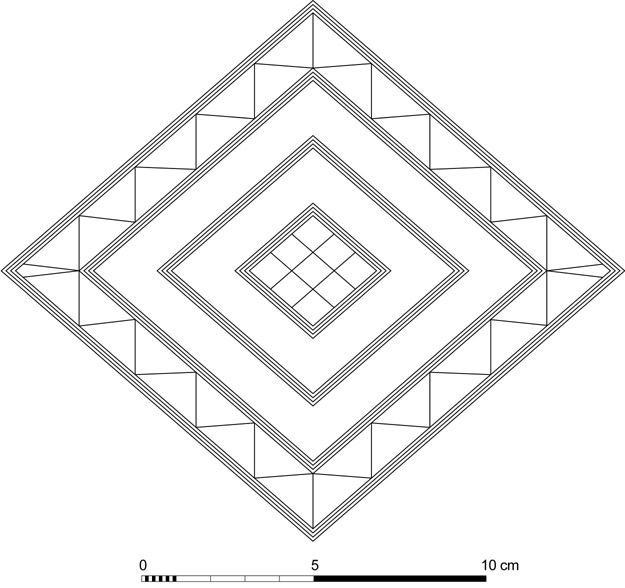
Ontwerp van de lozenge

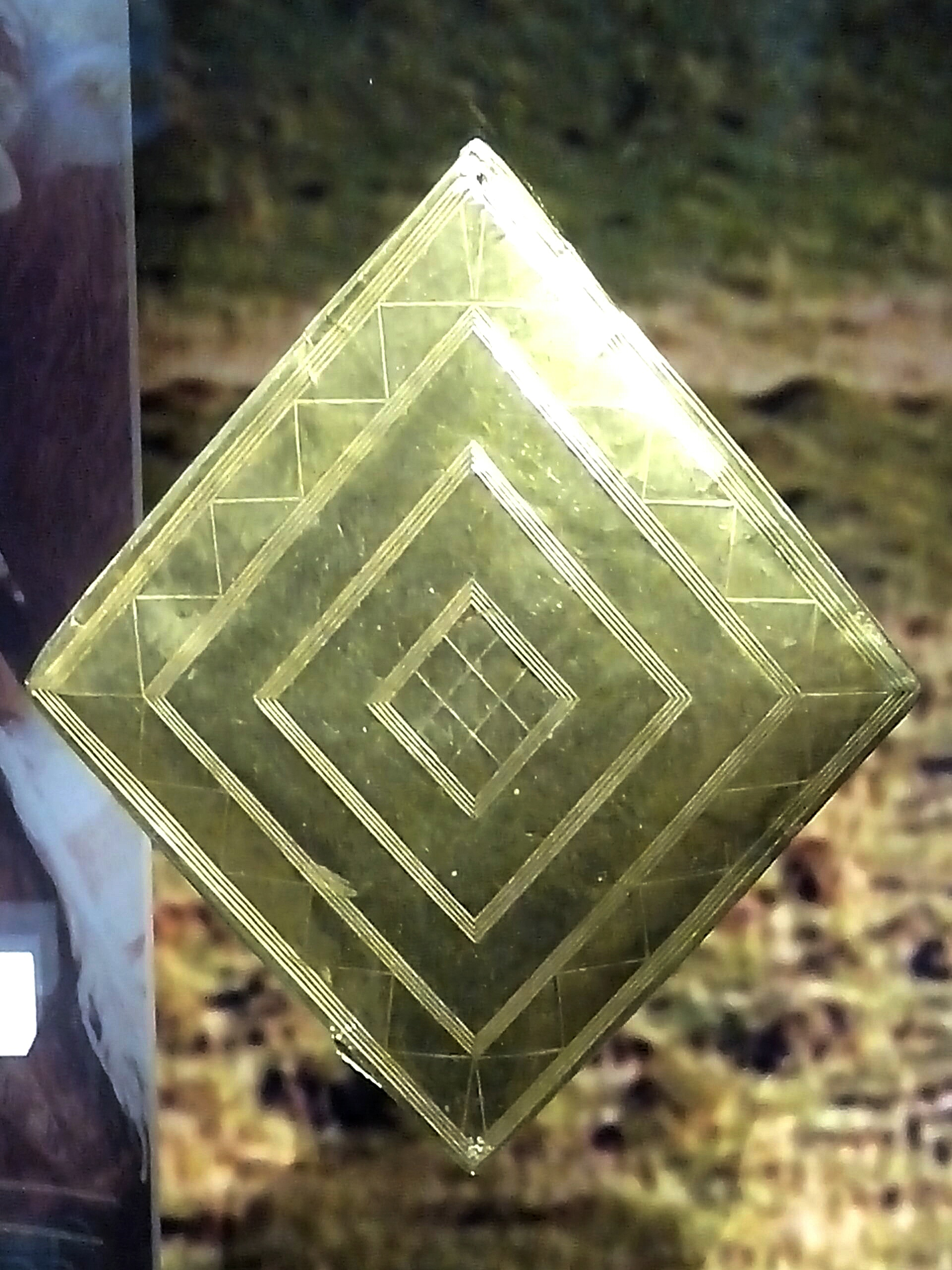
De lozenge staat bekend als het mooiste voorbeeld van een bewerkt gouden voorwerp uit de bronstijd uit Engeland

De grafheuvel werd onderzocht in 1808 door William Cunnington, John en Stephen Parker. Het onderzoek werd gefinancierd door Colt Hoare en hij beschreef de vondst in zijn boek "Ancient history of south Wiltshire" uit 1812. 
De grafheuvel had een diameter van 49 meter en is 3,3 meter hoog. De top heeft een diameter van 10,5 meter. In de heuvel was een man begraven, hij lag noord-zuid georiënteerd. De heuvel dateert uit 1900–1700 v. Chr.
Door de vondst van de rijke grafgiften wordt dit graf aangeduid als Kings Grave of Vorstengraf. Naast de gouden lozenge en riemgesp werden drie koperen dolken, een bronzen bijl, een bronzen speerpunt, een knots met bronzen fitting en overblijfselen van een schild aangetroffen. Ook werd een scepter van been aangetroffen. De vondsten worden tentoongesteld in het Wiltshire Museum.
Taylor gaat ervan uit dat de vondsten die in de grafheuvels Bush Barrow, Upton Lovell, Manton, Clandon Barrow en Wilsford G8 aangetroffen zijn door dezelfde goudsmid zijn gemaakt.
In 1882 werd in een nabijgelegen heuvel (de Clandon Barrow) een soortgelijke lozenge aangetroffen.